# Čenstochovská církevní provincie

Členění polské římskokatolické církve

Čenstochovská církevní provincie je jedna z čtrnácti církevních provincií římskokatolické církve na území Polské republiky.
Byla vytvořena dne 25. března 1992 papežskou bulou Totus Tuus Poloniae populus.
Území provincie se člení na tyto diecéze:
- Arcidiecéze čenstochovská (vznik 1925; do 1992 část Krakovské církevní provincie)
- Diecéze radomská (vznik 1992)
- Diecéze sosnowiecká (vznik 1992)

V čele Čenstochovské církevní provincie stojí arcibiskup-metropolita čenstochovský, v současnosti (od roku 2011) Wacław Depo.